# Christian Bassila
Christian Bassila (Parigi, 5 ottobre 1977) è un ex calciatore francese di origine congolese, di ruolo centrocampista.

## Carriera

### Club
Ha giocato con Lione, Stade Rennais, West Ham United, Strasburgo, Sunderland, Larissa ed Energie Cottbus. Dal 2008 milita nel Guingamp.

### Nazionale
Ha rappresentato la Nazionale francese Under-21.

## Palmarès
- Coppa di Lega francese: 1

Strasburgo: 2004-2005
- Coppa di Grecia: 1

Larissa: 2006-2007
- Coppa di Francia: 1

Guingamp: 2008-2009